# Dossibai Patell
Dossibai Rustomji Cowasji Patell (16 octobre 1881-4 février 1960), connue plus tard sous le nom de Dossibai Jehangir Ratenshaw Dadabhoy, est une gynécologue-obstétricienne indienne. Elle est la première femme à devenir membre du Royal College of Surgeons d'Angleterre, en 1910.
En tant que gynécologue-obstétricienne, elle plaide en faveur de centres de protection de la mère et de l’enfance et demande la réduction de la mortalité infantile. À ce titre, elle est active dans diverses sociétés, devenant présidente de la Société d'obstétrique et de gynécologie de Bombay, puis de l'Association des femmes médecins indiennes.

## Jeunesse
Dossibai Patell naît dans une famille aisée de Parsis et fréquente la Miss Porter's School à Bombay.
Dossibai Patell vient de Navsara Chambers, Fort Bombay, en Inde. En 1903, elle termine sa formation de médecin au Grant Medical College de Bombay où elle obtient sa licence en médecine et chirurgie. Elle est ensuite aidée Sir Temulji Nariman et le docteur Masina à Bombay avant de persuader ses parents de l'autoriser à étudier à l'étranger.

## Études à Londres
Dossibai Patell passe quatre ans à étudier au Royal Free Hospital (école de médecine pour femmes de Londres) et, en mai 1910, elle devient la première femme à devenir membre du Royal College of Surgeons,, quatre ans après que les femmes aient été autorisées à passer l'examen MRCS. La même année, elle est la première femme licenciée du Royal College of Physicians,,. Elle est également diplômée d'un bachelor en médecine et un bachelor en chirurgie de l'Université de Londres en 1910. En 1911, elle devint membre du Royal College of Physicians trois ans après que les femmes aient l'autorisation de passer l'examen et un an après Ivy Evelyn Woodward, soit élue première femme membre du collège,.
Dossibai Patell termine son doctorat en médecine à la London School of Tropical Medicine en 1912, ce qui fait d'elle la première femme indienne à le réaliser.

## Carrière

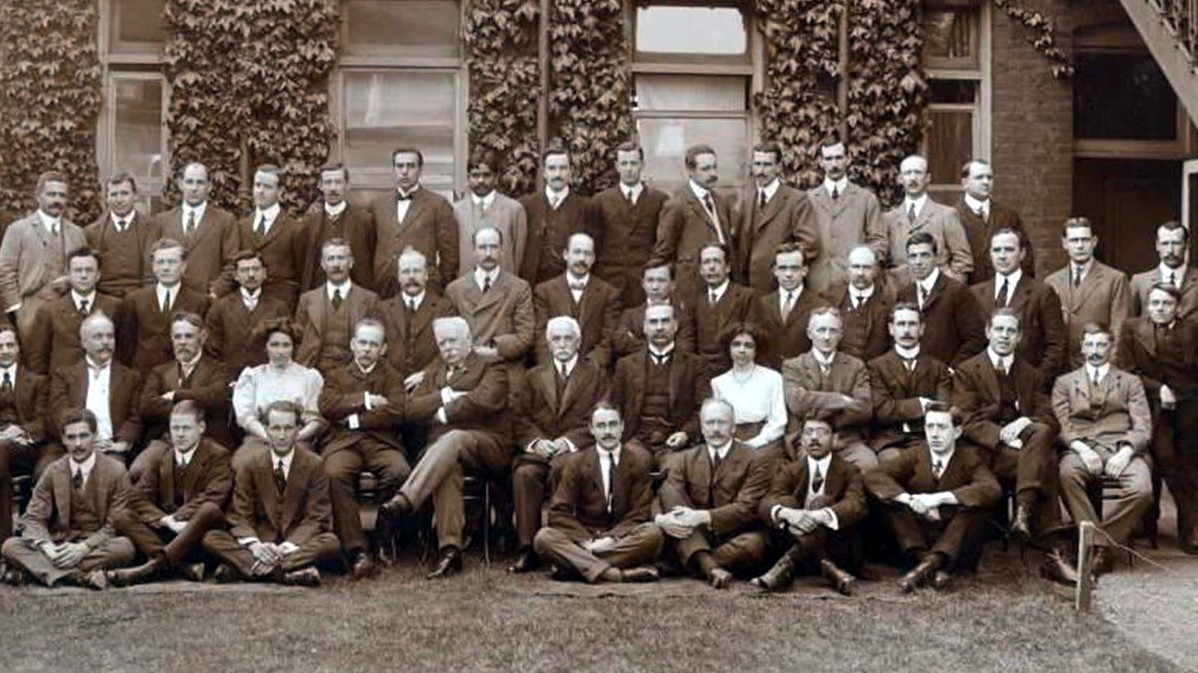
Dossibai Patell parmi un groupe de la London School of Tropical Medicine, vers 1912

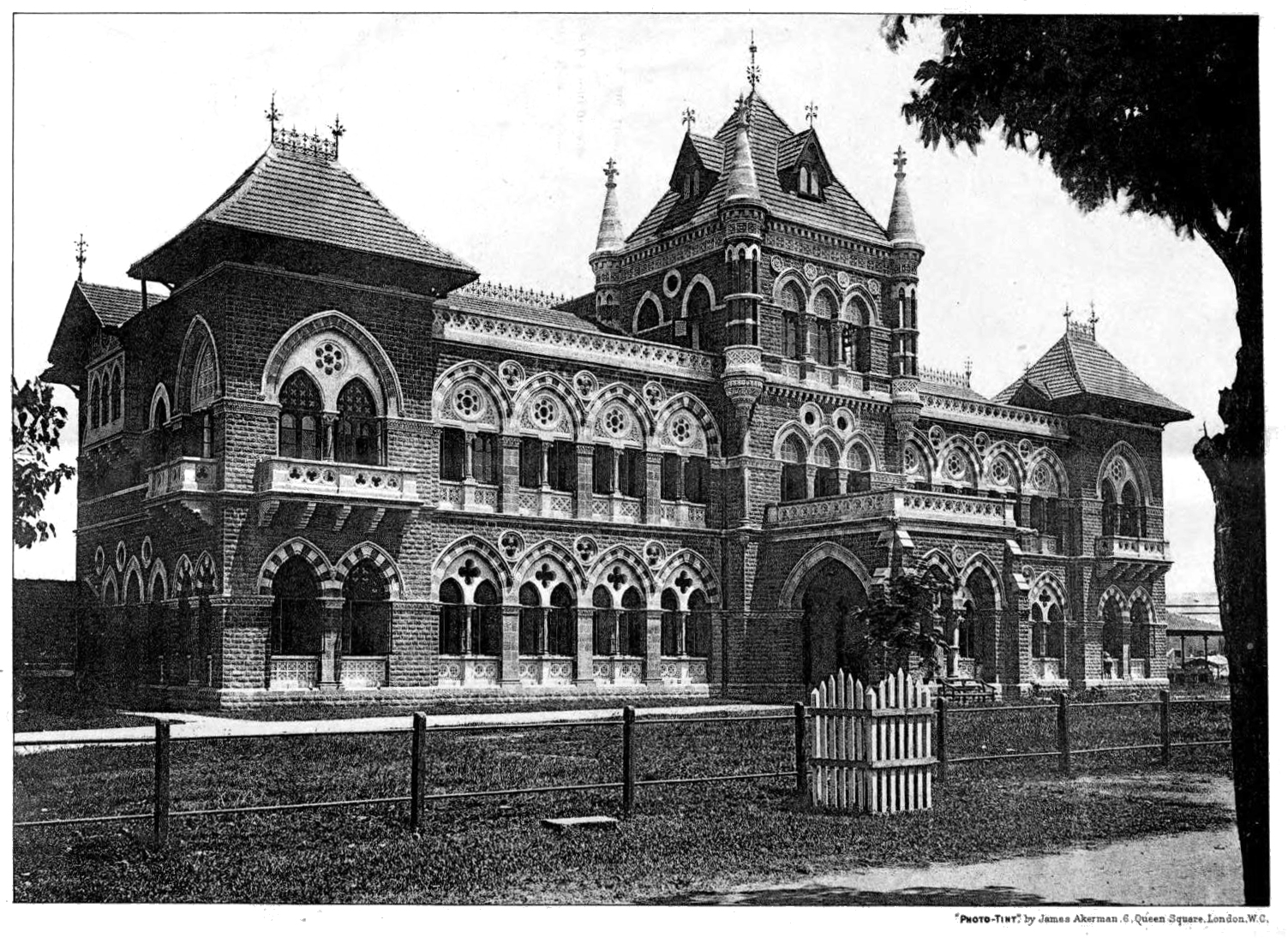
Hôpital Cama

À son retour en Inde en 1912, en tant que Dossibai Jehangir Ratenshaw Dadabhoy,, elle entame une carrière de gynécologue-obstétricienne, s'intéressant plus particulièrement aux tumeurs malignes gynécologiques. En conséquence, elle est la première personne en Inde à acheter, posséder et distribuer le radium.
En 1924, elle présente un document sur la mortalité infantile, affirmant que plus des deux tiers des décès infantiles seraient évitables et lance une pétition pour la réduction de ces décès. Elle examine aussi la mortalité maternelle et préconisé une surveillance tout au long de la grossesse et de l'accouchement ainsi que la création de centres de protection de la mère et de l'enfant.
Pendant la Seconde Guerre mondiale, elle sert dans la branche de la Croix-Rouge à Bombay. Elle a été faite Dame grand-croix de l'ordre de l’Empire britannique le 1er janvier 1941,.
Dossibai Patell cofonde la Société d'obstétrique et de gynécologie de Bombay, dont elle est la secrétaire adjointe honoraire puis présidente. Elle travaille pour établir d'autres sociétés du même genre à travers l'Inde, qui se sont regroupées pour former la Fédération des sociétés d'obstétrique et de gynécologie indiennes, dont elle est également la présidente.
En 1955, elle préside le huitième Congrès panindien d'obstétrique et de gynécologie. En tant que présidente de l'Association des femmes médecins indiennes entre 1937 et 1947, elle siège au Comité Bhore entre 1942 et 1946, chargée du développement de la santé,.
Elle est aussi chirurgienne consultante honoraire à hôpital Cama.

## Décès et héritage
Dossibai Patell décède le 4 février 1960. Un discours est donné à sa mémoire, certains des orateurs sont :
- Paul Devroey[21]
- Jérusha Jhirad[22]
- Linda Cardozo

En 2018, Dossibai Patell et Ivy Evelyn Woodward participent à l'exposition commémorative du Royal College of Physicians célébrant les 500 ans de l'institution.

## Publications
- « La mortalité infantile, ses causes et comment y remédier » dans le Rapport de la Conférence sur les services sociaux dans toute l'Inde, Bombay, Société des serviteurs de l'Inde, 1924, p. 65-75.
- (en) « Critical Analysis of 669 Caesarean Sections in the Nowrosji Wadia Maternity Hospital, Bombay », Journal of Obstetrics & Gynaecology of India, vol. 5, no 2,‎ décembre 1953
- « Allocution présidentielle », au8e Congrès indien d'obstétrique et de gynécologie, Journal of Obstetrics and Gynecology of India, vol. V, no 4, juin 1955.